# 胡萨姆·本·阿卜杜勒莫森·阿兰加里
胡萨姆·阿卜杜勒莫赛恩·阿兰加里（阿拉伯语：‎），是沙烏地阿拉伯审计总院院长。自2016年5月起，胡萨姆•本•阿卜杜勒莫赛恩•阿兰加里博士阁下担任沙特阿拉伯王国国家审计院院长1。在这一职位上，他负责监督国家审计院的组织架构及其职能，包括对国家所有收入和支出的监管。他还负责监控国家动产和不动产的使用，确保其得到适当管理和维护。
此外，他负责编制国家审计院的年度报告，该报告详细记录了财务审计结果、合规性检查以及绩效评估的结果。阿尔安加里博士阁下有幸将国家审计院的年度报告呈递给两圣地监护人——萨勒曼·本·阿卜杜勒阿齐兹·阿勒沙特国王。

## 生平
胡萨姆·阿卜杜勒莫赛恩·阿兰加里在沙烏地阿拉伯利雅德出生，後於2000年就讀英国埃塞克斯大学，期間获得了会计和财务管理博士学位。随后他于2008年在沙特阿拉伯阿卜杜勒-阿齐兹国王大学任職正教授，同時曾担任讲师和学术型学者，兼任经济和管理学院和法学院院长。此外，他还被任命为私营和公共部门以及地方和地区专业机关内多个董事会和委员会的主席或成员。
在其学术生涯结束后，阿兰加里博士被任命为沙特協商會議議員，任期為期四年，自2013年開始。他曾於2011年担任财务委员会副主席，并于任期內第三年和第四年担任主席。任期內他曾提出了數项有关于制定和修改现行法律的建议。
胡萨姆·阿卜杜勒莫赛恩·阿兰加里於2016年5月7日出任沙特審計總院院長，阿兰加里上任後隨即领导审计总院完成了转型重组，在任期內，皇家法令要求将该机构的名称由“审计总局”改为“审计总院”，同时修改了其章程中的若干条款。章程规定，审计总院的报告应上报至国王，同时授予审计总院法人资格以及财政和行政自主权。随后正式通过了修订后的组织架构和最新的财政和行政条例。
继完成从现金收付制转为权责发生制会计的国家转型项目之后，阿兰加里又领导了公共部门审计的转型工作，包括对沙特阿拉伯首个合并财务报表的审计工作。在他的领导下得以根据《最高审计机关国际准则》和最佳实践完成對全面审计方法的制訂，电子审计平台推动了上述方法的实施。  
在阿兰加里博士的领导下，沙米尔审计平台得以推出，随后升级为沙米尔2.0。该平台属于审计总院数字化转型的构成部分。沙米尔结合了人工智能驱动的审计技术和数据分析工具，并与多个政府平台进行集成，提供实时数据的同时简化了审计总院与被审计方之间的沟通。阿兰加里还优先考虑人力资本事项，建立了“卓越人才和激励中心”项目。该项目旨在通过客观、技术驱动的评估和发展计划来提高员工的绩效。

## 贡献
阿兰加里一直大力倡导最高审计机关应具有独立性，并积极推广公共部门审计、治理和问责的最佳实践。他在最高审计机关国际组织中担任重要职务，身兼政策、财政和行政委员会的第二副主席和最高审计机关国际组织捐赠指导委员会的副主席，同时还是最高审计机关国际组织发展倡议委员会成员、最高审计机构阿拉伯组织主席 以及最高审计机关亚洲组织理事会成员。此外，阿兰加里还担任国际内部审计师协会的全球董事会成员。在沙特国内，他是沙特阿拉伯内部审计师协会的董事会主席，同时兼任阿拉伯内部审计师协会联合会的主席。
他在审计行业的贡献提升了最高审计机关的自主性。特别是在发展中国家/地区，他通过与联合国开发计划署的共同倡议为这些国家提供了机构支持和建设资源的能力。这些努力强化了最高审计机关在监测可持续发展目标方面的作用。

## 引用条目
1. ↑  . spa.gov.sa.   [2024-11-06] （阿拉伯语）.
2. ↑  . spa.gov.sa.   [2024-11-06] （阿拉伯语）.
3. ↑  . spa.gov.sa.   [2024-11-06] （阿拉伯语）.
4. ↑   [Shura Council holds its 71st regular session].
5. ↑  Al Madani, Hazim. . hg.org.
6. ↑  . Arab News. 2016-12-13  [2024-11-06] （英语）.
7. ↑  . spa.gov.sa.   [2024-11-06] （英语）.
8. ↑  . www.intosai.org.   [2024-11-06].
9. ↑  . www.intosai.org.   [2024-11-06].
10. ↑  . www.intosai.org.   [2024-11-06].
11. ↑  Administrator. . INTOSAI Development Initiative. 1970-01-01  [2024-11-06] （英国英语）.
12. ↑  . www.arabosai.org.   [2024-11-06].
13. ↑  . asosai.org.   [2024-11-06].
14. ↑  . www.theiia.org.   [2024-11-06] （英语）.
15. ↑  . www.iia.org.sa.   [2024-11-06].
16. ↑  . spa.gov.sa.   [2024-11-06] （阿拉伯语）.